# تورتیک
تورتیک (انگلیسی: Turtyk) یک شهرک در شهرستان یانائولسکی استان باشقیرستان کشور روسیه است.